# Жлуктенко Володимир Афанасійович
Володимир Афанасійович Жлуктенко (нар. 23 січня 1922, Кулебівка, Новомосковський повіт, Катеринославська губернія, Українська РСР — пом. 30 травня 1980, Слуцьк, Білоруська РСР) — радянський музикант і музичний педагог.
1939 року Володимир Афанасійович закінчив Новомосковський технікум механізації сільського господарства.
Учасник Великої Вітчизняної війни. У діючій армії з 1943 року. Нагороджений медалями за участь у героїчному штурмі та взятті Кенігсберга, Берліна, за Перемогу над Німеччиною у Великій Вітчизняній війні.
З 1946 року жив у Слуцьку. Працював у Слуцькому Будинку культури. 1958 року вперше у БРСР під його керівництвом силами самодіяльних артистів було поставлено оперу українського композитора С. С. Гулака-Артемовського «Запорожець за Дунаєм».
1959 року присвоєно звання Заслуженого діяча культури БРСР. 1966 року закінчив Мінське музичне училище ім. М. І. Глінки. Викладав музику та спів у найстарішій гімназії БРСР № 1 м. Слуцька.
Пішов із життя 1980 року.

## Біографія

### Участь у німецько-радянській війні
На початку німецько-радянської війни Володимир служив у Вітебську. До діючої армії потрапив у 1943 році. Служив у відділі контррозвідки 28-ї армії. У червні — липні 1944 року брав участь у Білоруській та Бобруйській операціях зі звільнення Білорусії від німецьких військ. Володимир Афанасійович — учасник визволення Бобруйська, Бересті, міста Гумбіннена. Брав участь у Східно-Прусській та Берлінській операціях 1945 року. Наприкінці війни опинився в Чехословаччині, беручи участь у Празькій операції 1945 року. Демобілізувався в 1946 році.

### Творчість
Після визволення БРСР від німців Володимир перебрався до міста Слуцьк Мінської області. З 1946 року працював у Будинку культури Слуцька баяністом, керівником гуртків та ансамблів художньої самодіяльності, художнім керівником хору та художнім керівником Будинку культури.
За видатні досягнення в розвитку самодіяльного мистецтва міста Слуцька та Слуцького району Жлуктенко В. А. заохочений двадцятьма трьома нагородами. Це почесні грамоти, дипломи та похвальні листи різного рівня. В. А. Жлуктенко нагороджений за активізацію роботи гуртків художньої самодіяльності та виконавську майстерність, за роботу керівником оркестру народних інструментів і вокального колективу, за чудову роботу й невичерпну організаторську спроможність з удосконалення музичного виконання народних пісень, пісень радянських композиторів і світової класики, за підготовку солістів Слуцького Будинку культури, за успішне керівництво й активну участь в оглядах, декадах, олімпіадах, конкурсах художньої самодіяльності і т. д.
Серед нагород — срібний портсигар з іменним написом, який був подарований йому як учаснику конкурсу Другого обласного фестивалю молоді.
За успішний виступ у заключному етапі огляду сільської художньої самодіяльності Білоруської РСР у Мінську нагороджений Грамотою Ради Міністрів БРСР. Почесною Грамотою Міністерства культури БССР і Білоруського Республіканського Комітету професійної спілки працівників культури нагороджений за активну участь у підготовці та проведенні Всебілоруського фестивалю молоді та студентів (1957).
У складі делегації БРСР Володимир Афанасійович Жлуктенко брав участь у VI Всесвітньому фестивалі молоді та студентів (Москва, 1957).
За активну участь в організації концертів дружби, присвячених визволенню БРСР і міст Мінська та Вільнюса від німецько-фашистських загарбників нагороджений Грамотою Литовської РСР (1962).

### Постановка опери силами самодіяльних артистів
На декаді самодіяльного мистецтва республіки, присвяченій 40-річчю БРСР (1958), колектив Слуцького Будинку культури під керівництвом Жлуктенка В. А. уперше в історії БРСР виступив із реалізацією здавалося б неймовірного не тільки на ті часи проєкту — опера силами самодіяльних артистів. Опера українського композитора С. С. Гулака-Артемовського «Запорожець за Дунаєм» поставлена музикантом-самородком без музичної освіти Володимиром Жлуктенком. Комісія з проведення вищезгаданого огляду нагородила Грамотою художнього керівника слуцького міського Будинку культури за творчі успіхи та активну участь у розвитку художньої самодіяльності.
Указом Президії Верховної Ради БРСР (30 січня 1959 року) Володимира Афанасійовича Жлуктенка було нагороджено Почесною Грамотою Заслуженого діяча культури БРСР за заслуги в розвитку самодіяльного мистецтва в республіці та успішну участь у декаді художньої самодіяльності, присвяченій 40-річчю БРСР. Йому присвоєно звання Заслуженого діяча культури БРСР (посвідчення № 5 від 21 лютого 1959 року). Борис Володимирович Владомирський — радянський актор театру і кіно, заслужений артист Білоруської РСР, вручив Володимиру Афанасійовичу Почесну Грамоту, посвідчення і нагрудний знак Заслуженого діяча культури БРСР.
Жлуктенко В. А. працював із самодіяльними колективами багатьох підприємств Слуцька та сільських колективів Слуцького району.
Володимир Жлуктенко зробив значний внесок у розвиток хорового колективу текстильної фабрики міста Слуцька, він результативно працював із хоровим колективом артілі «Прогрес», із Козловицьким народним хором, який у 2019 році відзначив своє 85-річчя. У 1960 році Заслужений діяч культури БРСР Жлуктенко Володимир Опанасович був нагороджений Грамотами за активну участь в огляді самодіяльного мистецтва, творчі досягнення в розвитку художньої самодіяльності та успішний виступ на Республіканському огляді художньої самодіяльності.
Через три роки після постановки опери С. С. Гулака-Артемовського «Запорожець за Дунаєм» 1961 року Володимир вступив на хорово-диригентське відділення Мінського музичного училища імені М. І. Глінки, яке успішно закінчив 1966 року.

### Педагогічна діяльність
Після завершення навчання працював педагогом у найстарішій гімназії Білорусі (СШ № 1 міста Слуцька). Під його керівництвом у СШ № 1 було створено перший дитячий естрадно-симфонічний оркестр. Оркестр виїжджав із концертами в районні будинки культури, часто виступав на різних урочистих заходах на честь державних свят .
Уперше в історії міста Слуцька шкільний вокально-інструментальний ансамбль під керівництвом Володимира Опанасовича запросили на Білоруське радіо для участі в конкурсі «Червона гвоздика», де він отримав призове місце. Викладач музики СШ № 1, Заслужений діяч культури БССР Жлуктенко В. А. був нагороджений Грамотою Слуцького РК ЛКСМ Білорусі за велику роботу з підготовки молоді до огляду - конкурсу молодих виконавців Радянської пісні, присвяченого 50-річчю присвоєння Комсомолу імені В. І. Леніна.
Володимир Афанасійович володів практично всіма музичними інструментами, навчав гри на них своїх учнів. Він був ентузіастом і новатором свого часу, успішно освоював усе нові й нові музичні інструменти та жанри музичного мистецтва (естрадно-симфонічний оркестр, вокально-інструментальний ансамбль, хор, октет, робота із солістами). Зрештою, якщо в оркестрі не вистачало інструмента, він створював його сам.
28 квітня 1975 року нагороджений Почесною Грамотою Міністерства освіти БССР і Республіканського комітету профспілки працівників освіти вищої школи та наукових установ БССР за досягнуті успіхи в роботі, активну участь у Великій Вітчизняній війні та у зв'язку з 30-річчям від дня Перемоги.
Пішов із життя 30 травня 1980.
Документи, нагороди, унікальний саморобний баян, створений і подарований Володимиру його батьком, є експонатами Слуцького краєзнавчого музею.

## Нагороди
- Медаль «За взяття Кенігсберга»
- Медаль «За взяття Берліна»
- Медаль «За перемогу над Німеччиною у Великій Вітчизняній війні 1941—1945 рр.»
- Медаль «20 років перемоги у Великій Вітчизняній війні 1941—1945 рр.»
- Знак «25 років перемоги у Великій Вітчизняній війні»
- Медаль «30 років перемоги у Великій Вітчизняній війні 1941—1945 рр.»
- Медаль «50 років Збройних Сил СРСР»
- Медаль «60 років Збройних Сил СРСР»
- Звання «Заслужений діяч культури БРСР» (Указ Президії Верховної Ради БРСР від 30 січня 1959 року).